# Gheorghe Licu

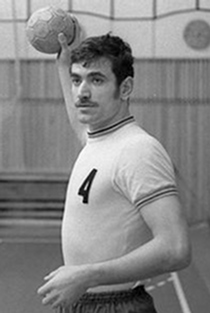
Ghiță Licu

Gheorghe „Ghiță“ Licu (* 1. Dezember 1945 in Fierbinți, Kreis Ilfov; † 8. April 2014 in Rumänien) war ein rumänischer Handballspieler (KM) und Handballtrainer.
Mit der rumänischen Nationalmannschaft wurde er 1970 und 1974 Weltmeister und gewann bei den Olympischen Sommerspielen 1972 in München die Bronze- und 1976 in Montreal die Silbermedaille. Licu bestritt ab 1966 197 Länderspiele, in denen er 328 Tore erzielte.
1993 kam Licu nach Deutschland und wurde Jugendtrainer beim SC Magdeburg. Ab 1999 war er Assistenztrainer von Alfreð Gíslason und wurde 2001 Deutscher Meister und 2002 EHF-Champions-League-Sieger. Von Januar bis Juni 2006 war er Cheftrainer des SCM. Anschließend kehrte er in seine rumänische Heimat zurück.
Auch sein Sohn Robert Licu wurde Handballspieler.
In der Nacht zum 8. April 2014 starb Ghiță Licu an Krebs.